# Corcos
Corcos – gmina w Hiszpanii, w prowincji Valladolid, w Kastylii i León, o powierzchni 42,59 km². W 2011 roku gmina liczyła 225 mieszkańców.